# ۶-هیدروکسی‌دوپامین
۶-هیدروکسی‌دوپامین یا ۲،۴ و ۵ - تری‌هیدروکسی‌فنتیل‌آمین یک نوروتاکسین دوپامینرژیک و نورآدرنرژیک است. این ماده برای ایجاد پارکینسونیسم در موش‌ها و میمون‌ها و استفاده از آنها در مطالعات برای درمان پارکینسونیسم در انسان کاربرد دارد.